# Осники (Житомирський район)
О́сники — село в Україні, у Високівській сільській територіальній громаді Житомирського району Житомирської області. Кількість населення становить 366 (2019).

## Історія
Перша згадка про Осники датована 1581 роком.
1861 року Осники згадуються в праці М. І. Теодоровича. Тут на кошти парафіян було побудовано церкву в ім'я Апостола і Євангеліста Івана Богослова.
На той час в селі нараховувалось 47 дворів і 180 селян-кріпаків. Село належало поміщику Виговському та його спадкоємцям. Землі селяни не мали. Лише через 9 років після реформи 1861 року було нарешті складено акт про викуп селянських наділів площею 599 десятин в поміщиць Камілії Виговської та її сестри Сусанни Іздебської. Уже в 1875 році вдалося селянській громаді викупити землю.
Школу в Осниках (3 класи) було відкрито в 1892 році. В ній вчилися діти заможних селян.
В 1902 році в Осниках було збудовано паровий млин (в 1923 році він вийшов з ладу). На ньому працювало 17 робітників в дві зміни. За добу там мололи 400 пудів зерна. Власник млина Г. Воронов одержував значні прибутки, попри те, що поруч у селах Високе, Головино та Черняхові теж були млини.
У 1923—54 роках — адміністративний центр Осниківської сільської ради Черняхівського району.